# Danse Manatee
Danse Manatee es el primer álbum de estudio colaborativo entre Avey Tare, Panda Bear y Geologist, publicado en julio de 2001 por los sellos Catsup Plate y FatCat Records. Más tarde fue clasificado retroactivamente como el segundo álbum de estudio de su banda Animal Collective.

## Antecedentes
Solo se hicieron mil copias para el lanzamiento de Catsup Plate, pero se reeditó como un CD doble junto con Spirit They're Gone, Spirit They've Vanished en 2003 por el sello FatCat Records. El miembro de la banda Geologist, quien se unió a Avey Tare y Panda Bear por primera vez en este lanzamiento, ha dicho que este es quizás su álbum favorito de Animal Collective, a pesar de su falta general de popularidad entre los fans y los críticos.
El álbum se grabó en muchos lugares diferentes, incluida la casa de los padres de Avey, la casa que la banda compartía en Brooklyn Heights y el dormitorio universitario y la estación de radio de Geologist. Para crear los sonidos, el grupo hizo uso de guitarras, sintetizadores, muestras e hizo percusión con lo que estaba por ahí.
El objetivo de la banda en la grabación y producción del álbum fue experimentar con frecuencias extremas y cómo eran percibidas por el oyente. Esto creó un desafío durante el proceso de masterización, ya que no podían subir el volumen de toda la mezcla sin que los sonidos se distorsionaran digitalmente. El geólogo dijo lo siguiente sobre la grabación del álbum en el foro Collected Animals:
{{cquoteUsábamos guitarras, batería, sintetizadores e hicimos un montón de sonidos en minidiscos e hicimos cosas de percusión en lo que sea que estuviera por ahí. Grabamos parte en la casa de los padres de Dave, algo en la antigua casa de AC en Brooklyn Heights, algo en el dormitorio de mi universidad y algo en la estación de radio de mi universidad. Básicamente, dondequiera que pudiéramos encontrar un lugar tranquilo. Solo queríamos explorar un nuevo estilo de tocar en un disco. Esto fue después de que los tres pasamos la mayor parte del verano improvisando y jugando con la fusión de la estructura de la canción y el ruido y buscando formas de hacerlo con fluidez. También nos interesaban las frecuencias extremas, tanto bajas como altas, y cómo ocupaban espacio en la habitación y se movían en la cabeza. Ese disco molestó a mucha gente, especialmente a la gente que realmente amaba a Spirit. A la mayoría de la gente todavía no le gusta, como vimos cuando Fat Cat los lanzó a los dos juntos. Pero estamos bastante orgullosos de ello..
Para la reedición de Spirit/Danse, publicado por FatCat Records, el productor de Sung Tongs, Rusty Santos, remasterizó Danse Manatee.
"Essplode" y "Lablakely Dress" se volvieron a trabajar más tarde como una combinación con "Fireworks" de Strawberry Jam para presentaciones en vivo durante 2007 a 2009.2009.

## Lista de canciones
Todas las canciones escritas y compuestas por Animal Collective. 
| N.º | Título                                      | Duración |  |
| 1.  | «A Manatee Dance»                           | 1:02     |  |
| 2.  | «Penguin Penguin»                           | 2:15     |  |
| 3.  | «Another White Singer (Little White Glove)» | 1:58     |  |
| 4.  | «Essplode»                                  | 3:23     |  |
| 5.  | «Meet the Light Child»                      | 8:44     |  |
| 6.  | «Runnin' the Round Ball»                    | 2:07     |  |
| 7.  | «Bad Crumbs»                                | 1:43     |  |
| 8.  | «The Living Toys»                           | 7:48     |  |
| 9.  | «Throwin' the Round Ball»                   | 1:35     |  |
| 10. | «Ahhh Good Country»                         | 8:18     |  |
| 11. | «Lablakely Dress»                           | 2:38     |  |
| 12. | «In the Singing Box»                        | 5:36     |  |